# Sir
Sir o Ser (/səː/) è un appellativo onorifico utilizzato in molti paesi anglofoni per rivolgersi a un uomo, solitamente di status sociale o grado militare superiore, senza utilizzare il suo nome di battesimo o cognome. È inoltre spesso usato nella corrispondenza formale (Dear Sir, Right Reverend Sir).
Il termine equivalente per una donna cavaliere è dame. Alla moglie di un cavaliere compete invece l'appellativo di lady.

## Regno Unito e Commonwealth

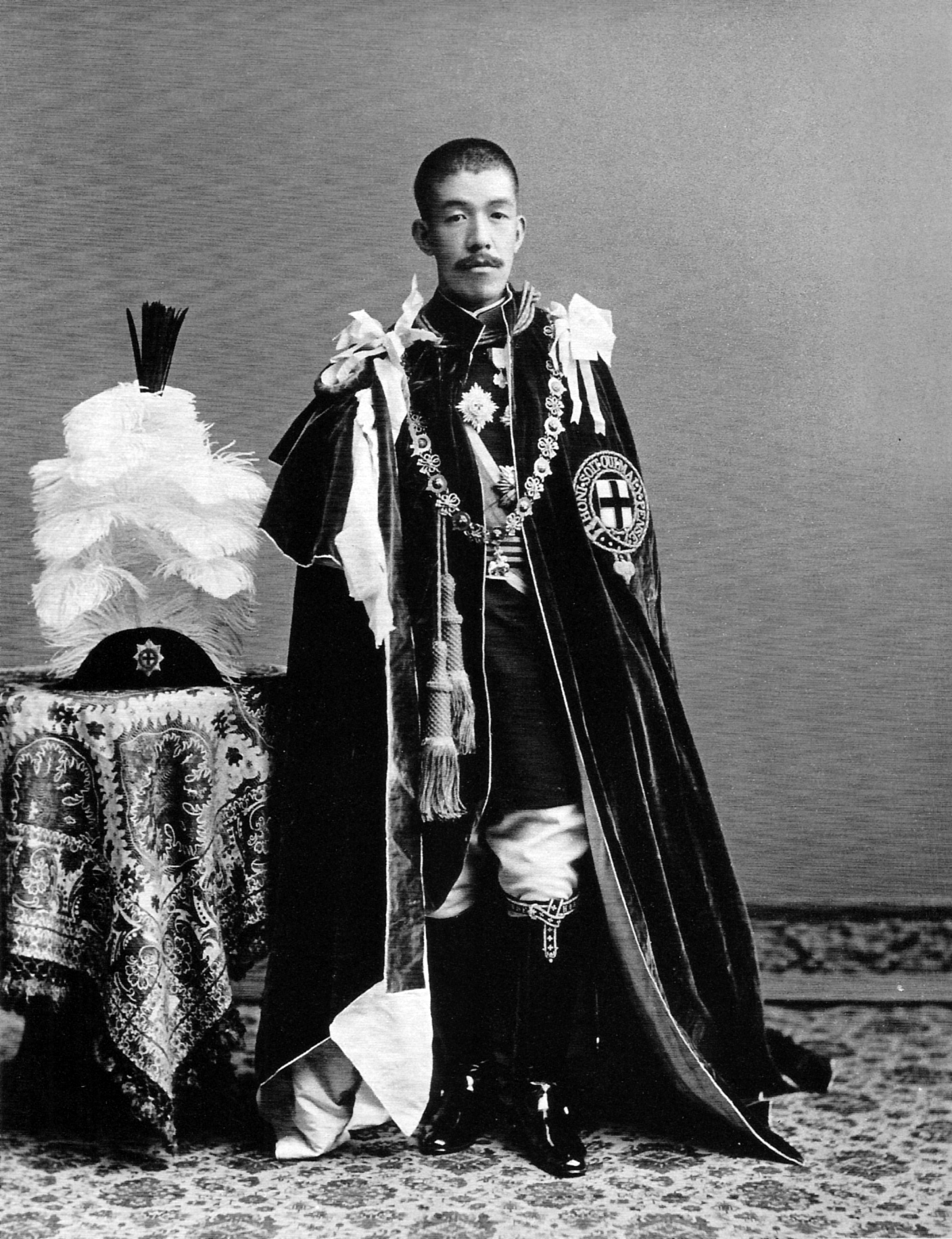
L'imperatore Taishō, un cavaliere straniero dell'Ordine della Giarrettiera, che, in quanto di nazionalità straniera, non era autorizzato a usare l'appellativo di "Sir" (che comunque, in quanto sovrano regnante, non avrebbe usato), ma al quale era stato permesso di usare le lettere post-nominali KG (Knight Companion of the Order of the Garter)

In aggiunta all'uso sopra citato, nel Regno Unito e nel Commonwealth delle nazioni, "Sir" è anche un titolo onorifico che compare davanti al nome di chi è cavaliere dell'Ordine della Giarrettiera o del Cardo (o di San Patrizio, oggi quiescente), o baronetto, o Knight Bachelor, oppure membro dei gradi più alti degli ordini del Bagno, di San Michele e San Giorgio, Vittoriano e dell'Impero Britannico.

## India

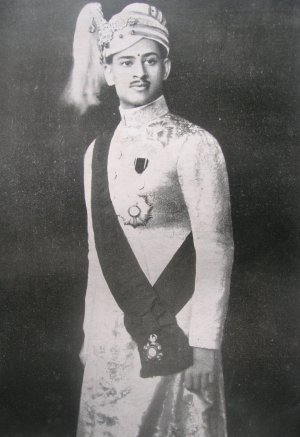
Chithira Thirunal Balarama Varma, l'ultimo maragià dello Stato principesco di Travancore, nonché ultimo Cavaliere Gran Comandante (GCSI) sopravvissuto dell'Ordine della Stella d'India che, in quanto tale, aveva anche diritto allo stile di "Sir"

Durante il periodo coloniale britannico, il titolo onorifico “Sir” veniva conferito a individui in India che ricevevano specifiche onorificenze britanniche, come l’Ordine della Stella d’India e l’Ordine dell’Impero Indiano. Questi ordini, istituiti rispettivamente nel 1861 e nel 1878, riconoscevano il servizio eminente di funzionari britannici e indiani nell’amministrazione coloniale. I destinatari delle classi superiori di questi ordini, come i “Knights Grand Commander” (GCSI) e i “Knights Commander” (KCSI), avevano diritto al titolo di “Sir” prima del loro nome.
Dopo l’indipendenza dell’India nel 1947, l’uso di tali titoli onorifici britannici è stato gradualmente abbandonato. Tuttavia, l’uso di “Sir” come forma di rispetto persiste in alcuni contesti educativi e formali. Ad esempio, negli ambienti legali indiani, è comune che gli avvocati si rivolgano ai giudici con il termine “Sir” o utilizzino termini equivalenti nelle lingue regionali. Questa pratica è vista come un gesto di cortesia e rispetto verso l’autorità giudiziaria.
Inoltre, l’uso di “Sir” come forma di rispetto è diffuso nella cultura indiana contemporanea. Tuttavia, alcuni osservatori notano che questo uso potrebbe riflettere una persistenza delle gerarchie sociali ereditate dal periodo coloniale. Ad esempio, un articolo discute come l’uso di “Sir” e “Madam” rimanga prominente nella cultura indiana, suggerendo che possa implicare una gerarchia di status sociale.

## Omologhi femminili

### Madam
L'equivalente femminile di sir è madam (/ˈmædəm/) o madame (/ˈmædəm/ o /məˈdɑːm/), spesso abbreviati in ma'am (pronunciato /ˈmæm/ in inglese americano e allo stesso modo ma anche /ˈmɑːm/ e /ˈməm/ in inglese britannico); il termine sembra essere derivato dal francese madame ([maˈdam]), traducibile in "mia signora". 

### Miss
Nel caso di ragazze, giovani donne o di donne non sposate, è preferibile l'appellativo di miss (/ˈmɪs/), traducibile in "signorina". In Australia, quando ci si rivolge a un'insegnante di scuola superiore, si è soliti usare l'appellativo di miss, anche per donne sposate.